# David Hemery
David Peter Hemery (ur. 18 lipca 1944 w Cirencester) – brytyjski lekkoatleta płotkarz, mistrz olimpijski. 
Urodził się w Anglii, ale wychował się w Stanach Zjednoczonych, gdzie jego ojciec pracował jako księgowy. Ukończył Boston University w 1969. 
W 1966 wygrał bieg na 120 jardów przez płotki na Igrzyskach Imperium Brytyjskiego i Wspólnoty Brytyjskiej w czasie 14,1 s. Zdobył akademickie mistrzostwo USA (NCAA) na 400 metrów przez płotki w 1968. 
Na Igrzyskach Olimpijskich w 1968 w Meksyku Hemery najpierw poprawił rekord W. Brytanii w półfinale biegu na 400 metrów przez płotki, a potem w finale zdobył złoty medal ustanawiając jednocześnie rekord świata wynikiem 48,12 s, lepszym od dotychczasowego o 0,5 sekundy. Startował także w sztafecie 4 × 400 metrów, która była piąta w finale.
Zdobył srebrny medal na Mistrzostwach Europy w 1969 w Atenach w biegu na 110 metrów przez płotki. Na tym samym dystansie wygrał na Igrzyskach Brytyjskiej Wspólnoty Narodów w 1970.
Na Igrzyskach Olimpijskich w 1972 w Monachium zdobył brązowy medal na 400 m przez płotki oraz srebrny w sztafecie 4 × 400 m. Wkrótce potem zakończył karierę sportową. Później pracował jako trener lekkoatletyczny.